# Glosar de educație
Prezentul glosar conține termeni din domeniul educației, pedagogiei, învățământului și cercetării.

## A
- abandon școlar - situația în care un elev sau student încetează să participe la activitățile educaționale înainte de a finaliza ciclul de învățământ obligatoriu sau un program educațional început; are multiple cauze, cum ar fi dificultăți financiare, lipsa de sprijin familial, probleme de sănătate, lipsa interesului față de educație sau condiții sociale nefavorabile.
- abecedar - manual elementar pentru învățarea scrisului și a cititului.
- abilitare:[necesită citare]

- conferire a dreptului de a practica o anumită profesie, de a desfășura o anumită activitate (în urma unei probe, a unui examen);
- acordare a unui grad, unui titlu.
- abilități - capacitatea practică de a executa anumite sarcini sau activități; sunt componente ale competențelor și pot fi: cognitive (cum ar fi rezolvarea problemelor), motorii (cum ar fi utilizarea unui instrument), sociale (cum ar fi abilități de comunicare) etc.; sinonim: deprinderi.

- abilități de comunicare - bază a interacțiunii sociale care cuprinde aspectele: ascultarea activă, empatia, capacitatea de negociere și de soluționare a conflictelor, receptivitate față de limbajul corporal, vorbirea în public.

- abiturient -  (termen învechit) elev în ultimul trimestru, înaintea bacalaureatului.[necesită citare]
- absent nemotivat - semn (în catalog) care marchează lipsa nemotivată a unui elev.[necesită citare]
- absent motivat - semn (în catalog) care marchează motivarea absenței unui elev.[necesită citare]
- absolutoriu - (certificat) care atestă terminarea unei școli superioare sau terminarea studiilor.[necesită citare]
- absolvent - persoană care a terminat un ciclu sau o formă de învățământ.[necesită citare]
- absolvire - încheiere a unui an școlar, unui ciclu sau o formă de învățământ.[necesită citare]
- academician:[necesită citare]

- membru (de onoare sau titular) al unei academii;
- (în Grecia antică) filozof al școlii lui Platon, „Academia".
- academie:

- prima școală filozofică, înființată de Platon, care își ținea inițial întrunirile în grădina lui Akademos;
- societate de învățați, de literați, de artiști etc., creată pentru dezvoltarea filologiei, a științelor și a artelor;
- înaltă instituție științifică și culturală, care reunește pe cei mai de seamă savanți și artiști ai unei țări, care sprijină și organizează cercetarea științifică și activitatea literară și artistică; exemplu Academia Franceză;
- nume dat unor școli de învățământ superior, în special de arte sau științe militare; exemplu: Academia de Arte Frumoase.
- acces deschis - disponibilitatea liberă și gratuită a resurselor educaționale⁠(d) și a rezultatelor cercetării academice⁠(d), astfel încât oricine să le poată consulta, folosi, descărca, distribui și adapta fără restricții financiare sau administrative și având ca obiective: democratizarea cunoașterii, promovarea învățării pe tot parcursul vieții, sprijinirea inovației și colaborării, îmbunătățirea calității educației.
- accesibilitatea instruirii - activitate didactică-educativă, latura concretă a procesului de învățământ și care constă în două tipuri de activități: lecția (în învățământul elementar și secundar), cursul, seminarul sau dezabaterea (în învățământul universitar); vezi și acces la educație.[necesită citare]
- acces la educație - capacitatea unei persoane de a participa la procesul educațional, de a beneficia de oportunitățile și resursele necesare pentru a-și dezvolta abilitățile și cunoștințele; vezi și accesibilitatea instruirii.[necesită citare]
- acreditare - certificare a faptului că procesele educaționale în cadrul unei unități de învățământ, în special cele de predare și de învățare, respectă reglementările, iar rezultatele sunt cele așteptate și se înscriu în limitele considerate acceptabile la nivel național.[necesită citare]
- activitate artistică - forma de organizare a educatiei artistice care, față de lecția tradițională, se caracterizează prin caracterul practic, de atelier, de exersare a limbajului culorii, liniei, formei spațiale; jocul de-a creația fiind nu numai pretextul, dar și cadrul de dezvoltare individuală.[necesită citare]
- admitere - înscriere, primire la un examen sau într-un post, într-un loc (în urma unui examen).[necesită citare]
- a doua șansă - program care se adresează adolescenților, tinerilor, adulților, proveniți din medii sociale diverse și cu vârste variate, care nu au urmat sau nu au finalizat învățământul primar și gimnazial.[necesită citare]
- agramat - persoană care face greșeli elementare de limbă, manifestând lipsa unei pregătiri școlare elementare.[necesită citare]
- alfabetizare vizualo-tactilă - acțiune teoretică și practică, de a face accesibile fiecărui individ principalele elemente de limbaj și de tehnica specifice picturii, graficii, artei decorative etc.[necesită citare]
- aplicație, școală de ~ - (în trecut) școală elementară atașată pe lîngă o școală normală, servind pentru practica pedagogică a viitorilor învățători.[necesită citare]
- arie curriculară - grupaj de discipline școlare care au în comun anumite obiective și metodologii și care oferă o viziune multidisciplinară sau interdisciplinară asupra obiectelor de studiu.[necesită citare]
- articol științific - tip de lucrare academică⁠(d) publicată în reviste de specialitate (reviste științifice), care prezintă rezultatele unei cercetări originale, analize teoretice sau revizuiri sistematice ale literaturii de specialitate într-un domeniu științific.
- asistent universitar - grad în învățământul superior, mai mare decât preparatorul și inferior lectorului; persoană care are acest grad.[necesită citare]

## B
- bac - (fam) examen de bacalaureat.
- bacalaureat:

- examen general susținut după absolvirea cursurilor liceale, a cărui promovare dă dreptul la înscrierea într-o instituție de învățământ superior;
- titlu obținut în urma acestui examen; persoană care a promovat examenul de bacalaureat.
- bancă - scaun (cu pupitru în față) pe care stau elevii în clasă.
- bază - concentrare de cunoștințe necesare pentru studiul unei materii.
- bibliotecă:

- instituție de cultură care colecționează cărți, periodice etc. spre a le pune în mod organizat la dispoziția cititorilor;
- colecție de cărți, periodice, foi volante, imprimate etc.;
- colecția de cărți (tipărite de o editură), care prezintă un caracter unitar din punct de vedere grafic și tematic.
- bibliotecă națională - bibliotecă înființată de un guvern ca depozit preeminent de informații al unei țări.

- Biroul Internațional al Educației - organizație sub egida UNESCO specializată în dezvoltarea conținutului, a metodei și a structurii actului pedagogic.
- bizutaj - ceremonie burlescă, în unele universități, de inițiere a studenților din anul întâi.
- brainstorming - tehnică pentru stimularea în grup a gândirii creatoare a indivizilor, bazată pe emiterea liberă de idei, într-un grup, pentru rezolvarea unei probleme.
- bursă de studii - alocație bănească (lunară) sau întreținere gratuită acordată de stat, de o instituție etc. elevilor, studenților pentru a-și acoperi cheltuielile de întreținere în timpul studiilor sau unor cercetători, specialiști, cadre didactice, pentru specializare, perfecționare etc; stipendiu.
- bursier - (persoană, mai ales elev sau student) care beneficiază de o bursă de studiu.

## C
- cabinet metodic:

- centru didactic al activității metodice dintr-o școală, dintr-un oraș etc.;
- secție de îndrumare și de informare în bibliotecile mari și în societăți comerciale.
- caiet:

- fasciculă de foi de hârtie legate sau broșate împreună, folosită la scris, desenat etc.;
- publicație periodică cuprinzând diverse studii, note sau informații dintr-un anumit domeniu de activitate.
- caiet de dictando - caiet cu linii paralele orizontale.

- calificare - pregătire profesională, teoretică și practică, de un anumit nivel, într-un anumit domeniu; titlu obținut în urma trecerii unor examene sau a unor probe.
- calificativ:

- sistem de notare la un concurs, la un examen sau a situației la învățătură și a conduitei elevilor și studenților;
-  fiecare dintre mențiunile "excepțional", "foarte bine", "bine", "suficient", "insuficient", cu care se notează sîrguința și conduita.
- campus - așezare, ansamblu de clădiri, cuprinzînd un institut de învățământ superior, cu toate dotările pentru învățământ, cercetare, locuit, agrement etc.
- cancelarie - sală într-o școală servind ca loc de adunare a cadrelor didactice.
- carieră⁠(d) - proces pe termen lung prin care o persoană își dezvoltă și își gestionează traiectoria profesională și personală, bazându-se pe educație, formare și experiență acumulată; nu se limitează doar la o serie de locuri de muncă succesive, ci implică o evoluție continuă a competențelor, cunoștințelor și abilităților care contribuie la atingerea obiectivelor profesionale și personale.
- certificat de bună-purtare - (ieșit din uz) document în care se atestă purtarea corectă a cuiva în școală.
- ciclu de învățământ - etapă sau o perioadă distinctă în procesul educațional formal, cum ar fi în România: învățământul preșcolar, primar, gimnazial (care formează școala elementară), liceal (care formează învățământul secundar), postliceal, superior.
- clasă de integrare școlară - clasă specială care primește copii cu dizabilități, dar capabili de a beneficia de un învățământ adecvat posibilităților acestora.
- clasă de perfecționare - clasă specială cu școlari având o deficiență intelectuală ușoară sau medie și care nu prezintă tulburări de comportament.
- comisie de examen - grup de profesori care testează cunoștințele elevilor, studenților etc. în cadrul examenelor susținute de aceștia.
- competențe - ansamblu integrat de cunoștințe, abilități, atitudini și valori pe care o persoană le dobândește și le utilizează eficient pentru a face față cerințelor și provocărilor din diferite contexte de viață, învățare și muncă.

- competențe digitale - abilitățile necesare pentru a utiliza eficient tehnologia informației în procesul de învățare, predare și dezvoltare personală.

- consiliere vocațională - procesul de orientare și sprijinire a elevilor sau studenților în alegerea unei cariere⁠(d), a unui parcurs educațional sau a unei profesii care se potrivește cu interesele, abilitățile, personalitatea și valorile acestora.
- constructivism - teorie a educației care presupune că indivizii sau cursanții nu dobândesc cunoștințe și înțelegere prin perceperea pasivă a acestora, ci construiesc noi înțelegeri și cunoștințe prin experiență și discurs social, integrând informații în cadrul cunoștințelor anterioare.
- credit - set de rezultate ale învățării obținute de o persoană, care au fost evaluate și care pot fi acumulate în vederea dobândirii unei calificări sau pot fi transferate către alte programe de învățare sau calificări.
- cultură:

- totalitatea cunoștințelor din diverse domenii pe care le posedă cineva; dezvoltare intelectuală a cuiva;
- totalitatea valorilor materiale și spirituale acumulate de omenire în decursul vremurilor.
- cultură fizică:

- dezvoltare armonioasă a corpului prin sport și gimnastică, atât pentru întărirea și menținerea sănătății, cât și pentru formarea calităților fizice necesare în muncă, sport etc., la care se adaugă baza materială, cercetarea științifică, procesul de formare a specialiștilor;
- disciplină care se ocupă cu această dezvoltare; educație fizică.
- cultură generală - cultură bazată pe cunoașterea elementelor fundamentale ale creațiilor din diferite domenii ale științei și artei.

- cunoaștere - procesul prin care o persoană dobândește, dezvoltă și aplică informații, abilități, valori și înțelegeri și care prespune un proces activ de învățare, realizarea de conexiuni între concepte, reflecție și evaluare.
- cunoștințe - informațiile, conceptele, ideile și teoriile acumulate de o persoană prin învățare și experiență; sunt elemente fundamentale care contribuie la formarea și dezvoltarea intelectuală și profesională a elevilor și studenților.

- cunoștințe deschise - resursele și informațiile educaționale care sunt accesibile tuturor, fără restricții legale, financiare sau tehnice, și care pot fi utilizate, modificate și distribuite în mod liber, caracterizate prin: accesibilitate gratuită, licențiere deschisă, partajare și colaborare, inovare și adaptabilitate.
- cunoștințe procedurale - cunoștințe despre "cum se" fac anumite lucruri, legate de abilitățile practice; includ metode, tehnici și procese necesare pentru a realiza o sarcină sau a rezolva o problemă.

- curba uitării - concept psiho-pedagogic care descrie declinul progresiv al informațiilor reținute de memorie în timp, în absența unei consolidări active sau repetări.
- curriculă (școlară) - termen care se referă la ansamblul organizat de obiective, conținuturi, metode și forme de evaluare care ghidează procesul de învățare și predare în școli; vezi și programă.
- cursant - persoană care participă la un curs pentru a învăța și a dobândi cunoștințe sau competențe într-un anumit domeniu; poate fi elev sau student care urmează un program de studii într-o instituție de învățământ sau adult care dorește să își continue educația după finalizarea studiilor formale sau să își îmbunătățească cunoștințele într-un anumit domeniu.
- curs de calificare profesională - program educațional destinat să ofere participanților competențele și cunoștințele necesare pentru a dobândi o anumită calificare profesională recunoscută pe piața muncii, având ca obiecitv pregătirea pentru o profesie specifică, facilitând astfel accesul la oportunități de angajare sau la îmbunătățirea performanțelor într-o carieră deja existentă.

## D
- date științifice deschise - tip de date deschise generate în cadrul cercetărilor științifice, care pot fi utilizate de către studenți, profesori, cercetători și alți membri ai comunității academice pentru a îmbunătăți învățarea, predarea și cercetarea.
- depozit cu acces deschis - platformă digitală care colectează, arhivează și oferă acces gratuit și permanent la resurse educaționale⁠(d), articole științifice, date de cercetare și alte materiale academice și având drept obiectiv promovarea egalității în educație și stimularea colaborării și schimbului de idei.
- deprindere - capacitate de a aplica rapid, operativ, cu randament sporit o serie de operații, priceperea transformată în act reflex, automatizarea operațiilor (execuție cu ușurință, dexteritate, ca urmare a repetării, a exercițiului); vezi și abilități.
- deschidere, cuvânt (sau discurs) de ~ - conferință inaugurală a unui curs, a unei reuniuni științifice.
- dezvoltare personală - procesul prin care o persoană își îmbunătățește abilitățile, cunoștințele, comportamentele și atitudinile pentru a-și atinge potențialul maxim atât în viața personală, cât și în cea profesională.
- diplomă:

- act oficial care certifică pregătirea profesională a unei persoane, un anumit titlu etc.; vezi și lucrare de diplomă.
- act eliberat unui participant la o expoziție sau la un concurs, prin care se recunoaște calitatea deosebită a lucrărilor expuse sau a rezultatelor obținute de acesta.
- diplomă academică - document oficial eliberat de o instituție de învățământ (cum ar fi o universitate sau un colegiu) care certifică faptul că o persoană a completat cu succes un anumit program de studii sau un ciclu educațional și care este recunoscută formal ca atestare a pregătirii și cunoștințelor dobândite de o persoană într-un domeniu specific.
- diplomă onorifică - diplomă academică pentru care o universitate (sau o altă instituție care acordă diplome) a renunțat la toate cerințele obișnuite.

- disciplină de studiu - domeniu specific de cunoaștere și învățare organizată, structurat într-un set de concepte, teorii, metode și practici care sunt predate sistematic în cadrul unei curricule școlare sau universitare, cu scopul dezvoltării unor competențe, cunoștințe și abilități specifice și contribuie la formarea unei culturi generale sau specializate pentru elevi sau studenți.
- durata medie a școlarizării - numărul mediu de ani de școlarizare pe care îi primesc adulții dintr-o anumită grupă de vârstă într-o anumită perioadă de timp, măsură utilizată pentru a evalua nivelul de educație al unei populații într-o țară sau regiune.

## E
- educație - fenomen social fundamental de transmitere a experienței de viață a generațiilor adulte și a culturii către generațiile de copii și tineri, abilitării pentru integrarea lor în societate; sinonim: învățământ.

- educație deschisă - abordare a învățării și predării care urmărește să reducă barierele în calea accesului la cunoaștere și resurse educaționale, făcându-le disponibile pentru oricine, oriunde, în mod gratuit sau la un cost redus, cu scopul de a democratiza accesul la educație, promovând echitatea, colaborarea și flexibilitatea în procesul de învățare.
- educație financiară - procesul de dobândire a cunoștințelor, abilităților și atitudinilor necesare pentru gestionarea eficientă și responsabilă a resurselor financiare personale sau familiale, ceea ce implică învățarea despre economisire, planificare financiară, creditare, investiții și gestionarea riscurilor financiare.
- educație fizică - vezi: cultură fizică.
- educație formală - procesul de învățare și educație desfășurat în instituții educaționale oficiale, cum ar fi școlile primare și gimnaziale, liceele, universitățile și alte instituții de învățământ acreditate, având un curriculum prestabilit și un program de studii reglementat de autoritățile educaționale și cărui evaluare se face prin teste, examene și diplome oficiale recunoscute la nivel național și uneori internațional.
- educație lingvistică - procesul și practica de a dobândi o limbă străină.
- educație nonformală - proces de învățare care are loc în afara sistemului educațional formal, organizat, procesul de învățare fiind condus de către instructori sau mentori specializați și care vizează lărgirea orizontului cultural, îmbogățirea cunoștințelor din anumite domenii, dezvoltarea unor aptitudini și interese speciale.
- educație politică - procesul de formare a tineretului în privința înțelegerii sistemelor politice, a instituțiilor democratice, a drepturilor și responsabilităților lor civice, cu scopul de a încuraja participarea activă, informată și responsabilă la viața publică, ceea ce implică dezvoltarea gândirii critice, a abilităților de dezbatere și a capacității de a evalua sursele de informare și deciziile politice.

- egalitate de șanse - asigurarea accesului echitabil și nediscriminatoriu la educație pentru toți elevii și studenții, indiferent de contextul lor socio-economic, etnic, de gen, religios sau de orice altă diferență și care cuprinde aspectele: accesul egal la resurse educaționale⁠(d), educație incluzivă, suport pentru grupurile dezavantajate.
- elev - persoană care învață într-o școală sau care este instruită de cineva; școlar.
- evaluare - procesul prin care se măsoară și se apreciază cunoștințele, competențele și abilitățile unui elev sau student în raport cu obiectivele de învățare stabilite și care urmărește să ofere feedback elevilor și profesorilor, să identifice progresul și lacunele în învățare și să susțină procesul de îmbunătățire continuă.

- evaluare colegială - (în engleză: peer review) procesul prin care activitatea academică, didactică sau de cercetare a unui cercetător este analizată și apreciată de colegi sau experți din același domeniu, cu scopul de a asigura calitatea, acuratețea și relevanța materialelor sau performanței; este o etapă esențială în procesul de publicare a articolelor științifice, descoperirilor științifice⁠(d), teoriilor sau rezultatelor cercetărilor.

- examen de admitere - examen de acceptare a unui candidat într- o instituție de învățământ.
- examen de capacitate - examen pe care trebuie să-l susțină elevii primului ciclu al învățământului mediu pentru a-și continua studiile liceale.
- examen de treaptă - examen de admitere în clasa a XI-a de liceu; vezi și treaptă.
- exercițiu - acțiune fizică sau intelectuală repetată, făcută pentru a dobândi sau a forma anumite deprinderi, abilități etc.
- extemporal - lucrare scrisă neanunțată, concepută pentru a testa cunoștințele și înțelegerea pe termen scurt, de obicei asupra lecțiilor recente; vezi și teză.

## F
- formare profesională - procesul prin care o persoană dobândește abilități, cunoștințe și competențe practice într-un anumit domeniu sau meserie și aceasta prin intermediul învățământului tehnic și profesional, prin programe de ucenicie, formare la locul de muncă sau prin cursuri de formare profesională și dezvoltare.
- frecvență - participare a studenților sau a elevilor la cursuri.

## G
- gimnaziu - școală care cuprinde clasele V-VIII și care face parte din învățământul secundar.

## I
- index de citare⁠(d) - bază de date sau un sistem care urmărește și înregistrează numărul de citări ale articolelor științifice⁠(d) publicate într-o anumită revistă academică sau de către un anumit autor și care oferă informații despre frecvența și contextul în care o lucrare este citată de alți cercetători, fiind un indicator al impactului și influenței acesteia în domeniul respectiv.
- inflație educațională - fenomenul prin care valoarea unei diplome academice scade pe măsură ce tot mai multe persoane obțin astfel de diplome, conducând astfel la o suprasaturare de candidați cu calificări similare și astfel angajatorii solicită calificări tot mai înalte.
- instituție de învățământ - organizație sau o unitate specializată în furnizarea educației și a formării academice sau profesionale, având obiectivul de a transmite cunoștințe, competențe și valori elevilor, studenților sau cursanților, contribuind la dezvoltarea lor intelectuală, personală și profesională; exemple: școli primare, gimnaziale, licee, școli profesionale, universități.
- instrucție -  ansamblu de cunoștințe, priceperi și deprinderi, predate cuiva sau căpătate de cineva, prin care se urmărește însușirea unei culturi generale și a unei specializări profesionale.
- intelectual - vezi om de cultură.
- internat - instituție școlară în care elevii primesc locuință și întreținere.

## Î
- învățare:

- dobândire a unor cunoștințe, deprinderi prin muncă sistematică;
- transmitere sistematică a unor cunoștințe și deprinderi dintr-un domeniu oarecare; inițiere într-o meserie, știință, artă etc.
- învățare auditivă - stil de învățare în care indivizii rețin și înțeleg cel mai bine informațiile prezentate prin sunete, cuvinte rostite sau alte stimuli auditivi.
- învățare deschisă - abordare educațională care urmărește să ofere oportunități flexibile și accesibile de învățare pentru toți, eliminând barierele tradiționale legate de locul, timpul și modul de desfășurare a procesului educațional, punând accent pe autonomie, auto-învățare⁠(d) și colaborare, permițând cursanților să învețe în ritmul propriu și să aleagă resursele și metodele care li se potrivesc cel mai bine.
- învățare kinestezică⁠(d) - stil de învățare în care indivizii (care au dificultăți de a se menține concentrați pe activități statice, cum ar fi cititul sau ascultatul prelegerilor) rețin și procesează informațiile prin mișcare, atingere și experiențe practice.
- învățare la locul de muncă - dobândirea de cunoștințe și competențe prin efectuarea unor sarcini într-un context profesional, fie la locul de muncă (de exemplu, formarea în alternanță), fie într-o instituție de educație și formare profesională.
- învățare mecanică (sau pe de rost) - procesul prin care un elev sau student reține informații fără a înțelege sau analiza în profunzime semnificația acestora; acest tip de învățare implică repetarea și memorarea unor date, definiții, formule sau informații, fără a face conexiuni logice sau fără a integra cunoștințele în mod semnificativ în cadrul unei înțelegeri mai largi.
- învățare pe parcursul vieții - procesul continuu de dobândire de cunoștințe, abilități și competențe pe tot parcursul vieții unei persoane și care nu se limitează doar la educația formală (școala, universitatea), ci include și învățarea informală (experiențe de viață, hobby-uri) și non-formală (cursuri, formări profesionale, ateliere).
- învățare prin acțiune - metodă de învățare utilă la învățarea limbilor străine, dezvoltarea abilităților cognitive, precum și în educația fizică și sport, unde persoana care învață execută o acțiune sau participă la o activitate care să ilustreze sau să exemplifice conceptul sau informația pe care încearcă să o învețe; altă denumire: învățare prin implicare.
- învățare prin exersare - învățare practică prin repetarea realizării unei sarcini, utilizarea repetată a instrumentelor, echipamentelor, fără parte teoretică.
- învățare prin implicare - vezi învățare prin acțiune.
- învățare vizuală⁠(d) - stilul de învățare în care informațiile prezentate prin imagini, diagrame⁠(d), grafice sau alte elemente vizuale sunt reținute și procesate mai bine.

- învățământ - vezi educație.

- învățământ dual - sistem de învățământ care combină formarea profesională cu educația formală primită la o școală profesională sau tehnică: elevii petrec o parte din timp învățând și dezvoltând abilități practice în cadrul unei companii sau organizații, iar restul de timp învățând într-o instituție de învățământ.
- învățământ primar - formă de învățământ cu caracter obligatoriu, în care se predau elementele de bază ale celor mai importante discipline și care constituie primele patru clase ale școlii generale.
- învățământ secundar - a doua etapă a educației de bază, conform Clasificării internaționale standard a educației.
- învățământ superior - cel mai înalt grad de învățământ predat în institute și universități.

## L
- lecție:

- formă de bază a învățământului, desfășurată cu o clasă de elevi, într-un timp determinat, sub conducerea unui învățător sau a unui profesor în conformitate cu programa de învățământ; oră școlară consacrată unui obiect de studiu.
- ceea ce este obligat să învețe și să scrie un elev (acasă) la recomandarea învățătorului sau a profesorului.
- lucrare de diplomă - lucrare pe baza căreia studenții obțin diploma la sfârșitul studiilor.
- lucrare scrisă - termen general care include orice tip de evaluare scrisă (inclusiv teze și extemporale) folosită pentru a măsura progresul elevilor într-o anumită disciplină.

## M
- mandat cu acces deschis - politică prin care o instituție de cercetare sau un investitor solicită cercetătorilor să facă publice lucrările evaluate de colegi, fie prin auto-arhivarea⁠(d) acestora într-un depozit cu acces deschis, fie prin publicarea în reviste cu acces deschis.
- manual -  carte care cuprinde noțiunile de bază ale unei științe, ale unei arte sau ale unei îndeletniciri practice; (în sens restrâns) carte de școală.
- master - titlu universitar, precedând pe cel de doctor, care se acordă la unul sau doi ani după terminarea facultății.
- metodă activă - curent în pedagogie fundat pe principiile unei educații funcționale, care respectă interesele intelectuale ale copilului și care stimulează activitatea personală a elevilor.
- metodă catihetică - formă a metodei didactice a conversației, constând în întrebări care permit elevilor să reproducă cunoștințele însușite.
- modúl psihologic - studiul proceselor psihologice care sunt implicate în procesul de învățare și educație, necesar pentru a ajuta elevii să înțeleagă și să-și dezvolte abilitățile cognitive, emoționale și sociale necesare pentru a avea succes în învățare și în viață.

## N
- notă - calificativ care reprezintă, printr-o cifră sau o mențiune specială, aprecierea cunoștințelor sau a comportării unui elev, a unui student, a unui candidat, notat de către profesor, de către membrii unui juriu etc.

## O
- obiect - tot ceea ce formează materia unei științe, a unei discipline; disciplină de studiu.
- obligație școlară - prescripție, valabilă pentru toți copiii, de a frecventa școala sau de a urma învățământul corespunzător normelor definite, pe o perioadă care se întinde în general de la 6-7 ani până la o vârstă variabilă (12-18 ani).
- om de cultură - persoană cu un nivel intelectual ridicat, care posedă cunoștințe universale temeinice; sinonim: intelectual.
- orar - program săptămânal pe baza căruia se desfășoară activitatea didactică în instituțiile de învățământ.
- orientare profesională -  alegerea profesiei unui individ, efectuată cu ajutorul testelor, în funcție de aptitudinile acestuia și de necesitățile pieței muncii.
- ortopedagogie - disciplină care studiază și corectează tulburările de ordin pedagogic prezente la unii copii dificili.

## P
- parenting - ansamblul de activități, comportamente și atitudini ale părinților sau ale persoanelor care îngrijesc copii, prin care se asigură creșterea, dezvoltarea, educația și bunăstarea acestora, atât pe plan fizic, cât și emoțional, social și intelectual.

- parenting conștient - parenting concentrat pe atenția prezentă, înțelegerea nevoilor copilului și evitarea reacțiilor automate sau impulsive.
- parenting pozitiv - parenting bazat pe promovarea unei abordări bazate pe respect reciproc, comunicare empatică și disciplină constructivă.

- pedagogie - știința fundamentală a educației ce are ca obiect de studiu educația privită ca structură și fenomen social complex cu determinări profunde la nivelul tuturor acțiunilor și modurilor de organizare a vieții umane.

- pedagogie cibernetică - ramură a pedagogiei care explorează modul în care teoria sistemelor, teoria informației și alte concepte cibernetice pot fi aplicate în proiectarea și gestionarea procesului educațional.
- pedagogie digitală - ramură a pedagogiei ce implică integrarea instrumentelor digitale, precum computere, dispozitive mobile, programe software, platforme online și resurse digitale în practicile pedagogice pentru a facilita și îmbunătăți procesul de predare-învățare.

- peer review - vezi evaluare colegială.
- plafon de sticlă - barierele invizibile sau obstacolele care împiedică elevii sau studenții să avanseze sau să atingă anumite niveluri de succes educațional, în special în cazul grupurilor marginalizate și care se referă la aspectele: acces la educație, discriminare și stereotipuri, inegalitate în resurse, suportul familial.
- plan de lecție - document detaliat care conține structura și organizarea unei lecții sau a unei sesiuni de predare și care include: obiectivele de învățat, conținutul lecției, metode și strategii de predare, materialele necesare, desfășurarea lecției, modalități de evaluare.
- postprint - versiunea digitală a unui articol dintr-o revistă academică, revizuit și aprobat în urma procesului de evaluare colegială, dar încă neformatat oficial de către editura revistei; vezi și preprint.
- predare - acțiunea cadrului didactic de transmitere a cunoștințelor la nivelul unui model de comunicare unidirecțional, dar aflat în concordanță cu anumite cerințe metodologice care condiționează învățarea.
- pregătire continuă - pregătirea primită în timpul întregii vieți în scopul adaptării, suplimentării sau actualizării abilităților profesionale ca și perfecționării sau specializării pentru a efectua o profesiune diferită, de obicei implicând abilități superioare și progres social.
- prelegere:

-  curs, lecție în învățământul universitar; conferință publică (aparținând unui ciclu)
- metodă didactică/de învățământ în care predomină acțiunea de comunicare orală, expozitivă, realizată, de regulă, la nivelul unor colectivități organizate în contextul învățământului superior sau în sistemul de perfecționare a cadrelor didactice.
- preprint - versiune inițială a unei lucrări științifice⁠(d), disponibilă public înainte de finalizarea procesului de evaluare colegială și publicare oficială într-un jurnal academic; vezi și postprint.
- probă - fiecare dintre părțile, dintre etapele din care constă un examen.
- procedeele didactice - operațiile subordonate acțiunii declanșate la nivelul metodei de instruire propusă de profesor și adoptată de elev.
- Procesul Bologna - o serie de întâlniri ministeriale și acorduri între țările europene, la începutul secolului al XXI-lea, pentru a asigura comparabilitatea standardelor și a calității calificărilor din învățământul superior.
- programă - document care stabilește și detaliază volumul cunoștințelor și sistemul lor de predare pentru o anumită clasă ori an de studii și la un anumit obiect de studiu, în cursul unui an de învățământ, sau tematica unui concurs, a unui examen etc.
- program educațional - plan structurat de activități și resurse educaționale, destinat să asigure formarea și dezvoltarea cunoștințelor și competențelor unei anumite categorii de elevi sau studenți, conceput pentru a îndeplini obiective educaționale specifice, stabilite în funcție de nivelul de studiu, domeniul de interes sau nevoile educative ale participanților.
- psihologia educației - ramură a psihologiei care se concentrează asupra studiului proceselor cognitive, emoționale și sociale care au loc în cadrul contextelor educaționale, având ca obiectiv înțelegerea modului în care elevii învață și se dezvoltă, precum și pe identificarea strategiilor și metodelor educaționale eficiente pentru a îmbunătăți performanța elevilor.

## R
- randament școlar -  ansamblul   performanțelor școlare realizate de o anumită populație școlară într-un timp și spațiu pedagogic determinat (an, ciclu, treaptă, disciplină de învățământ.[necesită citare]
- real (învățământ ~) - sectie a unui liceu ori invățământ în care se studiază cu precădere disciplinele exacte.[necesită citare]
- repetare⁠(d) (sau repetiție):[necesită citare]

- reluare de catre elevi, la școală, în cadrul unor lecții speciale, sau acasă, a materiei de invățământ deja parcurse;
- acțiunea de a verifica anumite informații, concepte sau exerciții pentru a consolida cunoștințele și abilitățile dobândite; este o metodă pedagogică folosită pentru a îmbunătăți învățarea și pentru a facilita reținerea pe termen lung a materialului studiat.
- repetare spațiată⁠(d) - strategie pedagogică și cognitivă folosită pentru consolidarea învățării pe termen lung și care implică distribuirea sesiunilor de învățare sau de repetare a materialului în intervale regulate de timp, în locul concentrării eforturilor într-o singură sesiune intensă; vezi și curba uitării.

- resurse educaționale - materiale sau instrumente utilizate în procesul de învățare și predare⁠(d) pentru a sprijini dobândirea de cunoștințe, abilități și competențe: manuale și cărți, articole și lucrări științifice, materiale multimedia, exerciții⁠(d) și teste, instrumente digitale și software educațional⁠(d), planuri de lecție și ghiduri pentru profesori, resurse educaționale deschise.[necesită citare]
- revistă academică - publicație periodică ce conține articole de cercetare, studii și lucrări originale în domenii academice și științifice, scrise de experți sau cercetători și având următoarele caracteristici: recenzia inter pares ("peer review"), conținut specializat, structură riguroasă, indexare⁠(d) și citare.

## S
- Săptămâna accesului deschis - eveniment anual global care promovează accesul liber și deschis la cunoaștere și cercetare științifică, având ca obiective: promovarea educației deschise, dezvoltarea competențelor digitale, conștientizarea avantajelor publicării deschise, inovarea și colaborarea.
- semestru - jumătate din anul universitar sau școlar.
- seminar:

- forma de activitate didactică ce are scop fixarea și adâncirea cunoștintelor prin discuții și prin referate;
- cerc de studii în cadrul unei organizații obstești sau al unei instituții, care are ca scop ridicarea pregătirii profesionale a membrilor săi.
- senat universitar - consiliu de conducere a unei instuții de învățământ superior, format din profesori universitari și reprezentanți ai studenților, prezidat de rector.
- seral - (despre forme și instituții de învățământ) ale căror cursuri se țin seara.
- sistem educațional - structura și ansamblul de instituții, politici, programe și resurse care sunt organizate și administrate de către stat și alte entități pentru a asigura educația populației; cuprinde toate nivelurile de învățământ, de la educația timpurie (grădinițe) până la învățământul superior (universități și colegii), și include atât educația formală, cât și cea non-formală și informală.
- STEM - acronim pentru Știință, Tehnologie, Inginerie și Matematică (în engleză), termen utilizat pentru a grupa aceste discipline academice.
- stipendiu - vezi bursă.

## Ș
- școală - instituție publică în care un grup de elevi participă la procesul de învățământ, și, prin extindere, ansamblul profesorilor și al elevilor din această instituție.

- școală de aplicație - instituție școlară (grădiniță, gimnaziu, liceu) atașată pe lîngă o instituție de pregătire a cadrelor, în care se face practică pedagogică.
- școală privată - instituție de învățământ care, spre deosebire de o școală publică, nu este administrată sau finanțată de guvern și are o anumită autonomie în ceea ce privește curriculumul și metodele de predare.

- școlirea acasă - activitatea de educare a copilului de către părinți sau tutori profesioniști (meditatori), în locul unei educații standard în școală.
- șef de catedră - cadru didactic cu grad superior (profesor universitar sau conferențiar) care conduce o catedră.
- știința cu cetățeni - abordare participativă în cercetare, prin care elevii, studenții și publicul larg colaborează cu cercetători profesioniști la colectarea și analiza datelor științifice, ceea ce încurajează învățarea prin implicare practică, dezvoltarea gândirii critice și promovarea interesului pentru știință și problemele comunității, facilitând o legătură activă între educație și cercetare.
- știință deschisă - concept care promovează transparența, accesibilitatea și colaborarea în activitatea științifică și care se referă la practicile care fac rezultatele cercetării, datele, metodele și resursele științifice accesibile pentru toți, fără bariere financiare, legale sau tehnice, cu scopul de a democratiza accesul la cunoaștere și a încuraja colaborarea internațională și interdisciplinară.

## T
- teoria educației - disciplină de bază, integrată în domeniul științelor pedagogice/educației, care studiază fundamentele activității de formare-dezvoltare permanentă a personalității umane, definitorii la nivel de sistem și de proces.
- testele pedagogice - testele de cunoștințe care sunt probe standardizate utilizate, în procesele de instruire, pentru a măsura progresele sau dificultățile din activitatea de învățare.
- testul PISA - test standardizat, internațional, coordonat de Organizația pentru Cooperare și Dezvoltare Economică (OCDE), care evaluează competențele elevilor de 15 ani în trei domenii principale: citire, matematică și științe.
- teză - lucrare scrisă de evaluare semestrială destinată elevilor de gimnaziu și liceu, planificată și anunțată din timp, care urmărește să testeze cunoștințele acumulate într-o disciplină de studiu și carecontribuie semnificativ la nota finală a semestrului.
- titlu (diplomă) academic(ă) = diplomă obținută într-o școală de grad universitar.
- treaptă - (până în decembrie 1989) fiecare din etapele formate din clasele IX-X și respectiv XI-XII ale liceului; vezi și examen de treaptă.
- trimestru - fiecare dintre cele trei intervale de câte trei luni consecutive în care este împărțit anul școlar.
- trunchi comun - numărul de ore, competențele și conținuturile obligatorii care trebuie parcurse în mod obligatoriu de către toți elevii unei clase, pentru o anumită disciplină.

## U
- ucenic:

-  persoană tânără care, în baza unui contract este pregătită pe o anumită perioadă pentru o meserie sau profesiune;
- persoană care efectuează o perioadă de pregătire în cadrul unui program de pregătire structurat.
- ucenicie - formă de învățământ pe termen lung care are scopul de a da tinerilor o pregătire generală, teoretică și practică în vederea obținerii unui calificativ profesional.
- universitate - instituție de învățământ superior cu mai multe facultăți și secții, organizată pe facultăți și secții, care pregătește specialiști în științele tehnice, economice, umaniste și ale naturii.

- universitate populară - instituție pentru educația adulților, având ca formă principală de activitate cicluri de prelegeri din domenii variate.
- universitate publică - universitate sau un colegiu care este în proprietatea statului sau care primește fonduri publice.

## V
- vacanță - perioadă de odihnă acordată elevilor și studenților la sfârșitul unui trimestru, semestru sau an de școală ori de studii.
- vârsta școlară - perioada în care copilul, preadolescentul și adolescentul este integrat în activitățile specifice organizate în cadrul procesului de instruire, prin rolul de elev asumat la nivelul sistemului de învățământ, de regulă, între vârsta de 6 -18(19) ani.
- vocație pedagogică - tendința internă de manifestare aunei personalități, obiectivată prin aptitudinea acesteia de a proiecta și de a realiza activități de educație/instruire la standarde de performanță superioare.

## W
- workshop⁠(d) - sesiune interactivă de lucru desfășurată într-un mediu de învățare sau de lucru în care participanții se adună pentru a învăța și a lucra împreună într-un mod practic și orientat spre soluționarea problemelor.

## Z
- zona școlară - acel sector din mediul rural sau urban care include sau poate include un imobil sau mai multe imobile destinate special pentru realizarea activității de educație/instruire în condiții optime.